# Telluurdichloride
Telluurdichloride is een anorganische verbinding van telluur en chloor, met als brutoformule TeCl2. De stof komt voor als een amorfe en hygroscopische zwarte vaste stof, die reageert met water tot telluurmonoxide en zoutzuur.

## Synthese
Telluurdichloride kan bereid worden door metallisch telluur te laten reageren met een stoichiometrische hoeveelheid dichloor:
{\displaystyle \mathrm {Te\ +\ Cl_{2}\longrightarrow \ TeCl_{2}} }